# Pintadito
Pintadito est une ville de l'Uruguay située dans le département d'Artigas. Sa population est de 1 487 habitants.

## Population
| Année | Population |
| ----- | ---------- |
| 1963  | -          |
| 1975  | -          |
| 1985  | 558        |
| 1996  | 1 067      |
| 2004  | 1 487      |

,